# Wise (Virginie)
Pour les articles homonymes, voir Wise.
La ville de Wise est le siège du comté de Wise, dans l’État de Virginie, aux États-Unis. Lors du recensement de 2010, sa population s’élevait à 3 286 habitants.

## Source
- (en) Cet article est partiellement ou en totalité issu de l’article de Wikipédia en anglais intitulé « Wise, Virginia » (voir la liste des auteurs).